# Progonostola
Progonostola är ett släkte av fjärilar. Progonostola ingår i familjen mätare.
Kladogram enligt Catalogue of Life:
| Progonostola | \| \| Progonostola caustoscia \| \| \| \| \| \| Progonostola cremnopis \| \| \| \| |
|              | \| \| Progonostola caustoscia \| \| \| \| \| \| Progonostola cremnopis \| \| \| \| |
|              | Progonostola caustoscia                                                            |
|              |                                                                                    |
|              | Progonostola cremnopis                                                             |
|              |                                                                                    |